# Pimpla pluto
Pimpla pluto är en stekelart som beskrevs av William Harris Ashmead 1906. Pimpla pluto ingår i släktet Pimpla och familjen brokparasitsteklar. Inga underarter finns listade i Catalogue of Life.